# Потрост чорний
Потро́ст чорний (Asemospiza fuliginosa) — вид горобцеподібних птахів родини саякових (Thraupidae). Мешкає в Південній Америці.

## Опис
Довжина птаха становить 11,5 см. Самці мають попелясто-чорне забарвлення. У самиць верня частина тіла оливково-бура, нижня частина тіла бура, живіт білуватий. Дзьоб конічної форми, чорний, з рожевими краями у самців та з жовтуватими краями у самиць.

## Поширення і екологія
Чорні потрости мешкають на півночі Колумбії, на півночі і південному сході Венесуели, в Гаяні, Бразилії, на крайньому північному сході Болівії, на сході Парагваю, на крайньому північному сході Аргентини та на Тринідаді і Тобаго. Вони живуть у вологих рівнинних і гірських тропічних лісах, на узліссях і галявинах та в сухих чагарникових заростях. Зустрічаються на висоті до 1700 м над рівнем моря.